# تصحر تاريخي
تصحر التاريخي (بالإنجليزية: Historic desertification)‏ هو دراسة عملية تكوّن الصحراء من منظور تاريخي. كان يعتقد في الماضي أن الأسباب الرئيسية لتصحر الأراضي تكمن في استخدام المراعي بشكل مفرط مما يؤدي إلى تجويع التربة، وتقليل تغطية النباتات، وزيادة خطر الجفاف والتعرض لالتآكل بواسطة الرياح. ومع ذلك، فإن المشاريع الحديثة لإعادة الخضرة إلى الصحارى لم تحقق النجاح المتوقع، وأثارت شكوكًا حول هذه النظرية. تشير الأبحاث إلى أنه من الأحداث المتطرفة بدلاً من الجفاف الناجم عن هطول سنوي منخفض للأمطار، هي التي تتسبب في أكبر الضرر. تهطل أمطار غزيرة تؤدي إلى فيضانات مفاجئة تجرف الرواسب، ويبدو أن هناك زيادة في عدد الأحداث المتطرفة في بلاد الشام في نهاية الفترة البيزنطية. قد يكون انخفاض التوطينات في حزام الصحراء في تلك الفترة قد تسببت هذه الأحداث المتطرفة بدلاً من تقليل هطول الأمطار السنوي.

## أسباب التصحر
البحر الأبيض المتوسط ومناطق انتقاله إلى الصحارى مميزة بالآثار الرومانية والبيزنطية المثيرة للإعجاب، والتي تُعَدّ موضوعًا للنقاش بشأن كيفية تهجير هذه المدن. كان من المفترض أن النمو السكاني أو الفتح من قبل القبائل البدوية أدى إلى استغلال مفرط للأراضي، مما يؤدي إلى تآكل التربة وتدهور لا رجعة فيه، حيثُ أدى تراجع التربة وتغطية النباتات المنخفضة إلى تقليل الهطول المطري وتقدم الصحارى.
ومع ذلك، فشل مشاريع المساعدات الإنمائية في رفع الشكوك حول صحة قضية التصحر التاريخي. على سبيل المثال، لم تتمكن مشروعات تهدف إلى تقليل ترسب الرواسب والتآكل في سد الملك طلال بالقرب من جرش في الأردن من تحقيق أهدافها، مما أصبح واضحًا عندما تسببت عاصفة مطرية قوية في ترسيب كميات هائلة من الرواسب في السد على الرغم من وجود أجهزة الحفاظ على التربة التي تم بناؤها حديثًا. بالإضافة إلى ذلك، لم يتمكن من رصد التأثيرات الإيجابية المتوقعة للتشجير. على العكس من ذلك، ظهرت مخاطر الحرائق العالية نظرًا لأن أشجار الصنوبر قابلة للاشتعال بسهولة، وانتقلت ضغوط الرعي إلى مناطق أكثر حساسية في حزام الصحراء. أدت الأشجار الخضراء الدائمة أيضًا إلى تقليل إعادة تعبئة المياه الجوفية.

## الأبحاث
وجدت عددًا من المشاريع البحثية الجارية في الأردن أن تآكل التربة الزراعية الرئيسية ( تيرا روسا) وقع في نهاية العصر الجليدي الأخير وخلال الدراياس الأصغر. يبدو بالتالي أن تآكل التربة المستخدمة بشكل مكثف اليوم كان محدودًا خلال الفترات التاريخية، وليس مرتبطًا بالتصحر.

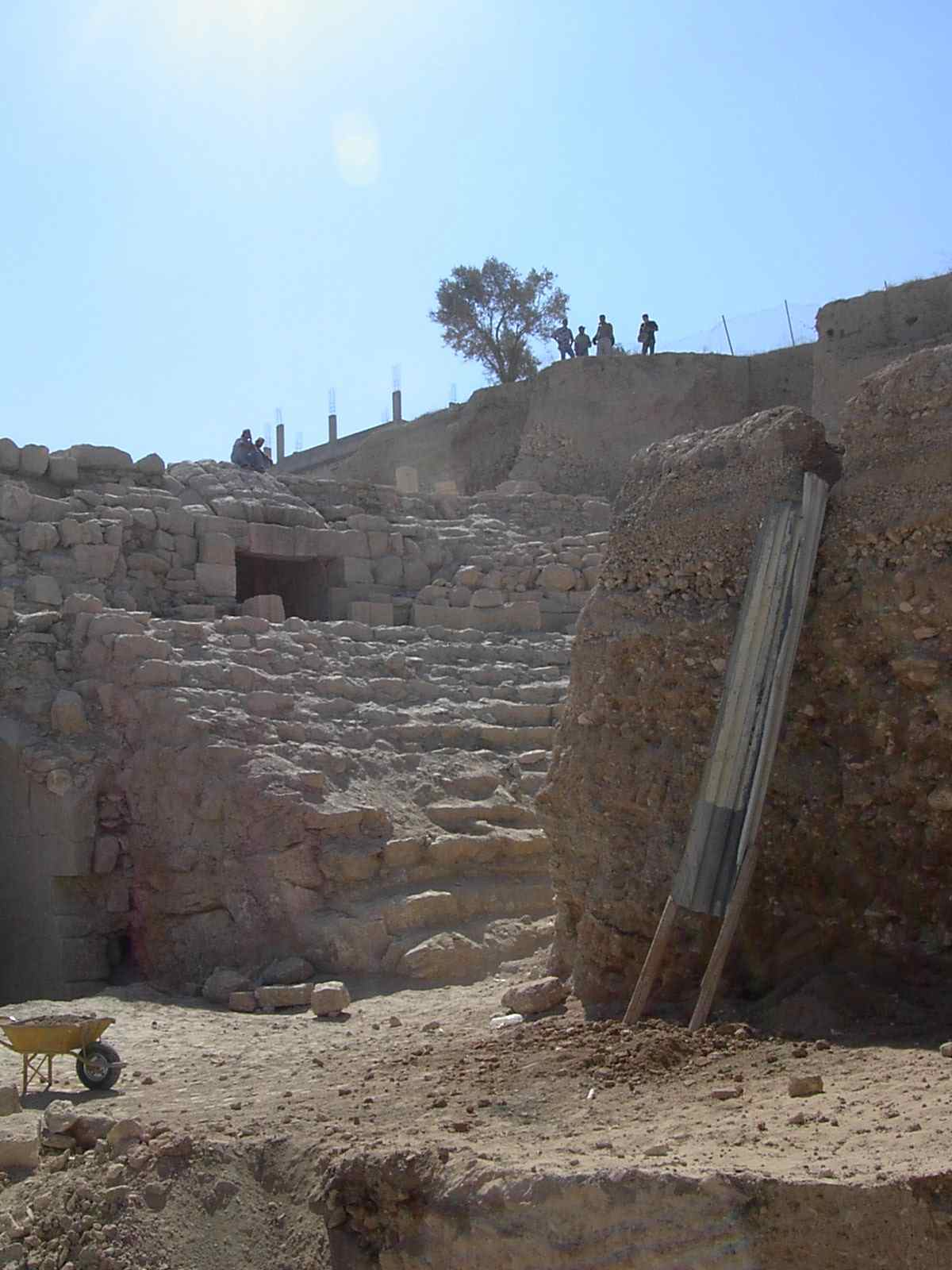
رواسب تغطي مسرح بيت راس (كابيتوليا)

تركز المناقشة حول تأثير تغير المناخ على التصحر على الجفاف. بينما يزعم بعض الكتاب أن فترات الانخفاض في الشرق الأدنى كانت متزامنة مع انخفاض في هطول الأمطار، يشير آخرون إلى التطور غير الخطي للتجمعات. ومع ذلك، يسمح التركيز على هطول الأمطار السنوي فقط باستنتاجات محدودة حول إنتاجية الزراعة. في هذا السياق، تشير التربة والرواسب إلى زيادة تكرار حدوث حالات الأمطار الغزيرة في الشرق الأدنى في نهاية الفترة البيزنطية. بقدر ما يمكن ملاحظة مثل هذه الأحداث اليوم، كانت الأضرار المرتبطة بها دائمًا هائلة ويمكن أن يكون لها عواقب أكثر خطورة من الجفاف. يمكن أن يكون تراجع التجمع في حزام الصحراء وراء هذه الأحداث المتطرفة بدلاً من تقليل هطول الأمطار السنوي. وهذا يشير إلى الحاجة إلى دراسة أوسع نطاقًا للعوامل التي تؤثر على تصحر المناطق الأردنية الداخلية وبلاد الشام.

## مشاريع إعادة الخضرة
تم اقتراح العديد من المشاريع لإعادة الخضرة إلى الصحارى والمناطق المتأثرة بالتصحر. تشمل هذه المشاريع تقنيات مثل التشجير، وزراعة الأشجار المثمرة، واستخدام تقنيات الري المستدام، وتحسين التربة، وإدارة المياه بشكل أفضل. ومع ذلك، فإن نجاح هذه المشاريع محدود وتواجه تحديات عديدة.
على سبيل المثال، في منطقة ساحل الرمال الذهبية في شمال شبه الجزيرة العربية، تم إنشاء مشروع تشجير كبير في سبعينيات القرن الماضي. استخدم المشروع تقنيات الري الاصطناعي لتوفير الماء للأشجار المزروعة، وتمت المباشرة بزراعة الأشجار بنجاح في البداية. ومع ذلك، بعد بضع سنوات، تعرض المشروع لتحديات كبيرة مثل نقص الموارد المائية وتدهور التربة وتفشي الآفات الزراعية. تسببت هذه العوامل في تراجع المشروع وفشله في تحقيق أهدافه المستدامة.
من المهم أيضًا الإشارة إلى أن التصحر ليس مشكلة تتعلق فقط بالمناطق الجغرافية القاحلة، بل يمكن أن يؤثر أيضًا على المناطق الزراعية والمناطق الساحلية. تتطلب استراتيجيات إعادة الخضرة حلولًا متعددة القطاعات تتضمن تنسيق الجهود بين الحكومات والمؤسسات البحثية والمجتمعات المحلية والقطاع الخاص. يجب أيضًا مراعاة العوامل البيئية والاقتصادية والاجتماعية والثقافية المحلية لتحقيق نجاح مشاريع إعادة الخضرة وتحقيق التنمية المستدامة.